# Chebeck

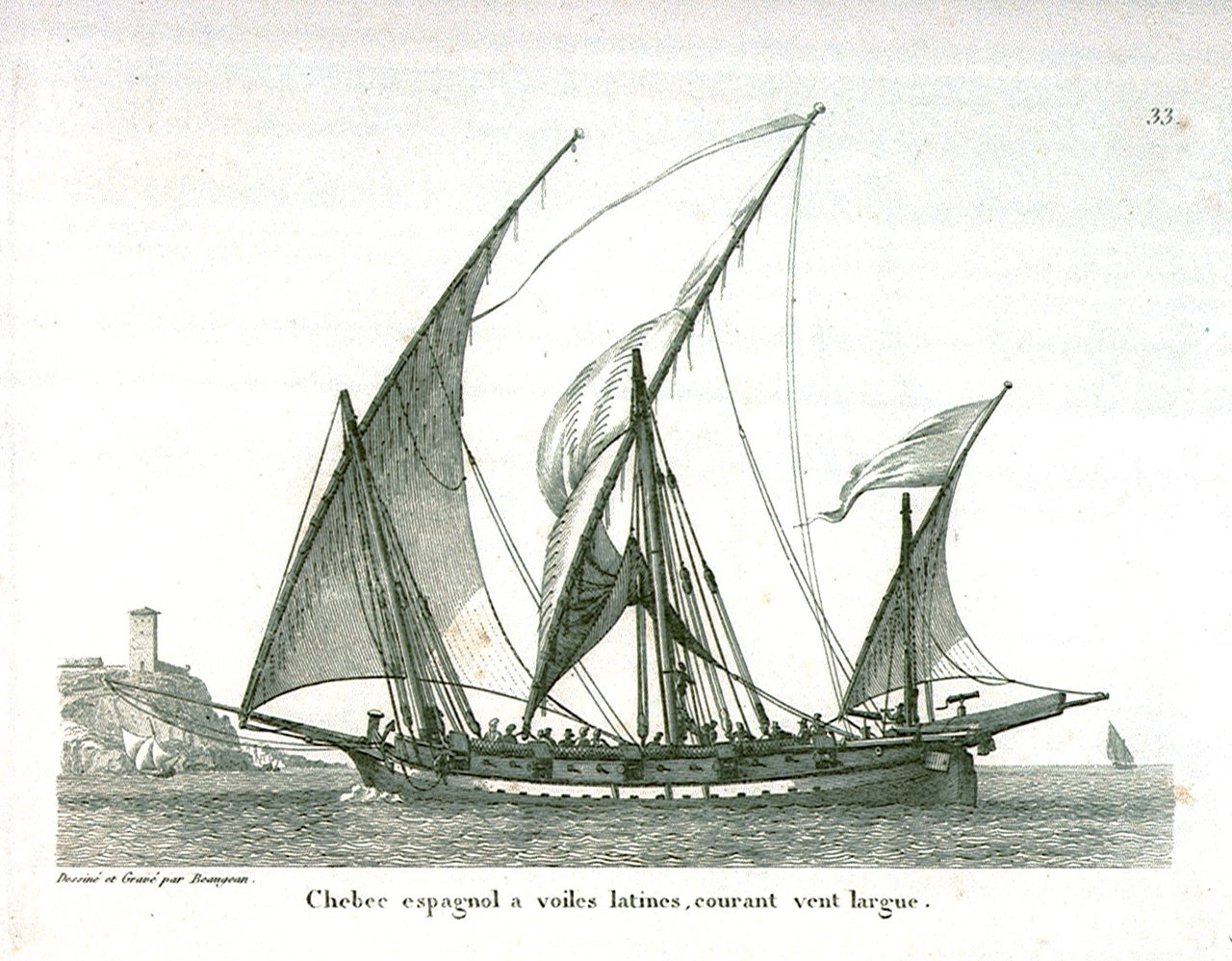
Spansk chebeck från 1826

Chebeck, schebeck eller zebeque (av arabiska šabbāk) är ett långt och smalt galärliknande fartyg, förr använt i örlogstjänst och som kaparfartyg, senare som  last- eller fiskefartyg i Medelhavet.
Fartyget har tre master, av vilka den främsta är mycket framåtlutande. Alla masterna är försedda med latinsegel, som vid storm byts ut mot smärre, fyrkantiga segel. I likhet med galären kan chebecken även framdrivas genom rodd.  Örlogschebeckerna var beväpnade med kanoner och de största fartygen hade en dräktighet av tretusenfyrahundra ton. 
Chebecker förekom redan under 1400-talet, dock inte som krigsfartyg. I de svensk-ryska sjökrigen i slutet av 1700-talet deltog många chebecker, synnerligast i ryska flottan. - De svenska chebeckerna skilde sig till sin konstruktion betydligt från medelhavschebeckerna. De förde fyra ganska grova kanoner, två för och två akter, vilka sköt över relingen. För rodd fanns tofter samt nio årtullar eller klykor på varje sida.